# Mukka-Liejanki
Mukka-Liejanki eller Mukkalianki är en sjö i Finland. Den ligger i kommunen Enontekis i landskapet Lappland, i den norra delen av landet, 900 km norr om huvudstaden Helsingfors. Mukka-Liejanki ligger 366 meter över havet. Omgivningarna runt Mukka-Liejanki är i huvudsak ett öppet busklandskap. Arean är 99,4 hektar och strandlinjen är 10,11 kilometer lång. Sjön  ingår i Torne älvs huvudavrinningsområde. 